# Leísmo
Leísmo - zjawisko występujące w języku hiszpańskim polegające na zastosowaniu zaimka LE zamiast arcypoprawnego LO. Real Academia Española toleruje leísmo jedynie w trzeciej osobie liczby pojedynczej i to też tylko w odniesieniu do osobników męskich. Oznacza to, że w przypadkach gdy dopełnienie bliższe dotyczy mężczyzny/chłopca istnieje możliwość zastosowania le zamiast lo.
Przykład:
- Lo miró - Spojrzał(a) na niego.
- Le miró - Spojrzał(a) na niego.

Formy leísmo nie można natomiast zastosować w odniesieniu do kobiet, tzn. zdanie spojrzał na nią ma jedną jedyną dopuszczalną formę → la miró.
Leísmo jest popularne w Hiszpanii, zwłaszcza w Madrycie i jego najbliższych okolicach, natomiast nie jest popularne w pozostałych krajach hispanojęzycznych.